# ボーイズ・タウン・ギャング
ボーイズ・タウン・ギャング (Boys Town Gang) は、アメリカ、サンフランシスコで結成、サンフランシスコ拠点として活動したディスコ/Hi-NRGバンドである。
女性1人（ジャクソン・ムーア。後期もリードヴォーカルを務める）、男性2人（後期は3名以上の複数名）のサブヴォーカルで構成されていたディスコ・グループ。多くの曲をダンスクラブ・ディスコ風にカバーしてヒットした。
ドイツのゲイ・カルチャーを語源とするユーロ・ディスコ・サウンド“ボーイズ・タウン”を掲げてヨーロッパにも進出。
1981年、アルバム『Disc Charge』を発表。ディスコ調にアレンジされたフランキー・ヴァリの「君の瞳に恋してる」のカバーなどが収録された。翌1982年7月、イギリスなどで「君の瞳に恋してる」をシングルカット。日本ではオリコン洋楽シングルチャートで1982年12月6日付から3週連続1位を獲得した。英国で4位、アイルランドで5位、オランダで1位、ベルギーで1位を記録した。
後の“HI-NRG”の先駆的な存在にもなっている。

## ディスコグラフィー

### シングル
- 1981: Remember Me (Diana Ross song)|Remember Me / Ain't No Mountain High Enough
- 1981: Cruisin' The Streets
- 1981: You're The One / Disco Kicks
- 1982: Can't Take My Eyes Off You
- 1981: Come and Get Your Love
- 1982: Jump Shout / Rocket To Your Heart / Disco Kicks
- 1982: Signed, Sealed, Delivered (I'm Yours)
- 1983: Can't Take My Eyes Off You / I Just Can't Help Believing / Die Hard Lover / When Will I See You Again
- 1984: Brand New Me　/ In And Out of Love
- 1984: Dance Trance Medley / A Good Man (Is Hard To Find)
- 1984: Yester-Me, Yester-You, Yesterday / "When I Was Young

### アルバム
- 1981: Cruisin' The Streets
- 1982: Disc Charge
- 1984: A Cast Of Thousands